# Kétszemélyes hadsereg
A Kétszemélyes hadsereg (eredeti cím: Blood of Redemption) 2013-ban bemutatott amerikai bűnügyi akcióthriller Giorgio Serafini és Shawn Sourgose rendezésében. A főbb szerepekben Dolph Lundgren, Vinnie Jones, Billy Zane és Robert Davi látható.

## Cselekmény
Quinn Forte élete tökéletesnek tűnik, amíg egy árulás miatt le nem tartóztatják és börtönbe nem zárják. Szabadulása után csak a bosszú élteti, amiben egykori társa, Axel is segítségére siet.

## Szereplők
| Szerep               | Színész                | Magyar hang    |
| -------------------- | ---------------------- | -------------- |
| Axel, a Svéd         | Dolph Lundgren         | Jakab Csaba    |
| Quinn Forte Grimaldi | Billy Zane             | Varga Rókus    |
| Kurt Grimaldi        | Gianni Capaldi         | Varga Gábor    |
| Campbell             | Vinnie Jones           | Gubányi György |
| Hayden               | Robert Davi            |                |
| Sergio Grimaldi      | Robert Miano           |                |
| Boris                | Massi Furlan           |                |
| West ügynök          | LaDon Drummond         |                |
| eszkort              | Stephanie Rae Anderson |                |
| bérgyilkos           | Manny Ayala            |                |
| Bauer tiszt          | Al Burke               |                |